# Rocking the USA
Rocking the USA è un doppio album dal vivo dei White Lion, ora noti come Tramp's White Lion, pubblicato l'8 novembre 2005 dalla Frontiers Records. La formazione è composta interamente da nuovi musicisti, ad eccezione del solo cantante Mike Tramp
Dopo aver pubblicato cinque album da solista negli ultimi sette anni, l'ultimo dei quali Songs I Left Behind nel 2004, Mike Tramp proseguì con la riformazione dei White Lion. L'album Last Roar, anch'esso pubblicato nel 2004, conteneva nuove versioni ri-registrate di alcune canzoni dei White Lion, e successivamente Tramp andò in tour con la nuova formazione nel 2005.
Tutte le canzoni di Rocking the USA sono state registrate durante l'ultimo tour con la nuova formazione del gruppo, ed includono i maggiori successi dei White Lion. Le versioni dal vivo di Wait e When the Children Cry sono state pubblicate come singoli su iTunes e successivamente inserite come tracce bonus nell'album Return of the Pride del 2008.
In occasione dell'uscita dell'album, è stato realizzato un video musicale per la versione dal vivo di Lights and Thunder, incluso poi nel DVD Bang Your Head Festival 2005.
Nel 2007, l'album è stato pubblicato in edizione disco singolo sotto il titolo White Lion: Live Extended Versions.

## Tracce
Tutte le canzoni sono state composte da Vito Bratta e Mike Tramp, eccetto Fight to Survive scritta assieme a Nicky Capozzi e Radar Love che è una cover dei Golden Earring.

### Disco 1
1. Lights and Thunder – 7:18
2. Hungry – 4:20
3. Lonely Nights – 5:16
4. Love Don't Come Easy – 4:57
5. Broken Heart – 4:19
6. Fight to Survive – 6:23
7. Cry for Freedom – 5:45
8. You're All I Need – 4:30
9. Little Fighter – 5:25

### Disco 2
1. It's Over – 5:26
2. Living on the Edge – 5:46
3. Tell Me – 5:16
4. Wait – 4:23
5. Lady of the Valley – 7:47
6. When the Children Cry – 5:30
7. Radar Love – 12:22

### Edizione disco singolo
1. Hungry – 4:20
2. Lady of the Valley – 7:47
3. Broken Heart – 4:19
4. Tell Me – 5:16
5. When the Children Cry – 5:30
6. You're All I Need – 4:30
7. Living on the Edge – 5:46
8. Radar Love – 12:22
9. Little Fighter – 5:25
10. Wait – 4:23

## Formazione
- Mike Tramp – voce
- Jamie Law – chitarre
- Claus Langeskov – basso
- Troy Patrick Farrell – batteria
- Hennig Wanner – tastiere